# Taumoos

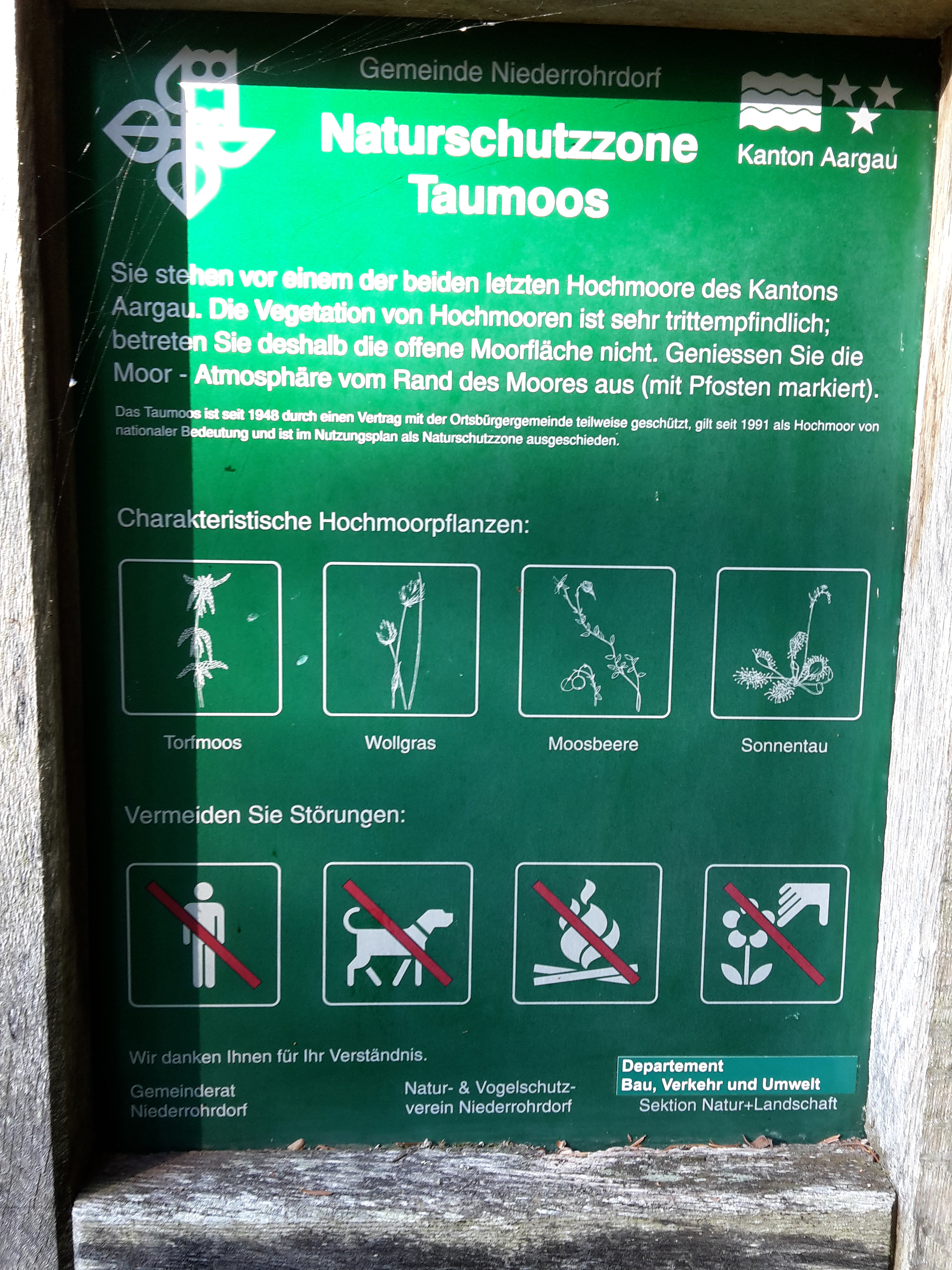
Informationstafel

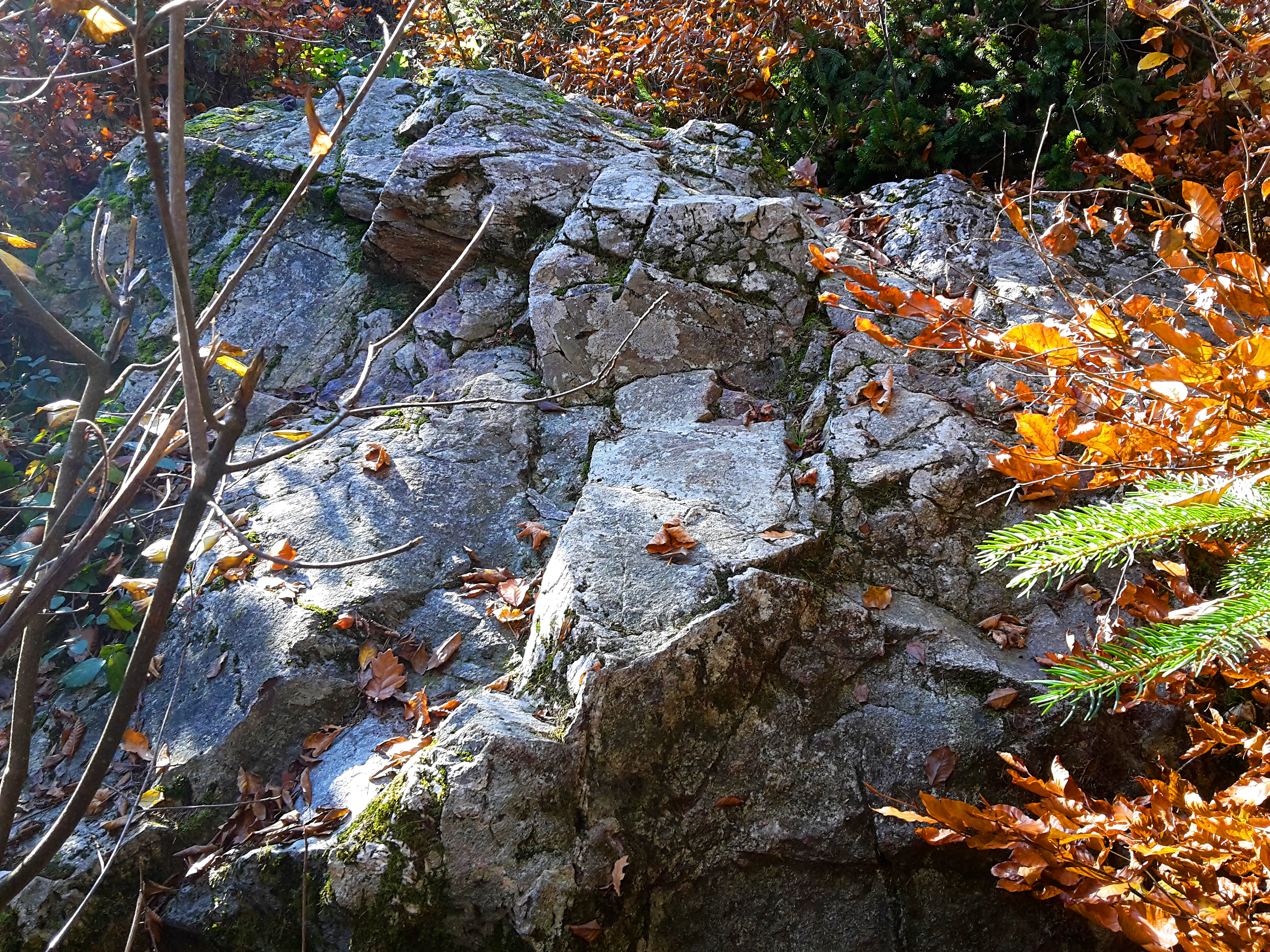
Findling beim Taumoos

Das Taumoos (oder auch Taubmoos) ist eine Naturlandschaft und mit der Bezeichnung Naturreservat Taumoos ein Schutzgebiet im Schweizer Kanton Aargau. Es bildet eines der beiden letzten gut erhaltenen Hochmoore im Kanton und steht seit 1948 unter kantonalem und seit 1991 als Hoch- und Übergangsmoor von nationaler Bedeutung unter nationalem Schutz.
Das Gebiet liegt am Rand der Region «Reusslandschaft», die seit 1977 im Bundesinventar der Landschaften und Naturdenkmäler von nationaler Bedeutung aufgeführt ist.

## Lage
Das Naturreservat Taumoos liegt im Gebiet der Gemeinde Niederrohrdorf im Bezirk Baden. Die Landschaft zwischen der Ortschaft und der Reuss ist durch Seitenmoränen und Drumlins des eiszeitlichen Reussgletschers geformt und teilweise von Wald bedeckt. Die Zone der Moränenhügel von Niederrohrdorf erhebt sich rund 40 Meter über der Schotterterrasse rechts von der Reuss und 80 Meter über deren Flussbett. Zwischen den zahlreichen Kuppen liegen drei Feuchtgebiete: das Übergangsmoor Egelmoos, das Hochmoor Taumoos und das Flachmoor Torfmoos. Sie gehen auf kleine nacheiszeitliche Seen zurück, die über die Jahrtausende verlandet sind, und bilden Relikte der Glaziallandschaft, die sonst ausserhalb der Waldgebiete durch Meliorationsmassnahmen entwässert und in Landwirtschaftsflächen umgewandelt worden ist. Es ist die bedeutendste Moorlandschaft in der Moränenzone von Mellingen. Ein zweites Hochmoor in der Reusslandschaft ist das Fischbacher Moos westlich von Bremgarten.
Das Taumoos ist etwa drei Hektaren gross und liegt auf 425 m ü. M.. Es ist einen Kilometer von der Reuss entfernt und wird von einem kleinen Bach entwässert, der gegen Südwesten abfliesst. In der Senke neben den Moränenhügeln Chöölgarte, Oberi Rüti und Rösliholz ist hier eines der letzten Hochmoore im Reusstal erhalten geblieben. Schon 1958 wurde das Taumoos als «letztes Hochmoor im Aargau» bezeichnet. Während das benachbarte, etwas grössere «Torfmoor» durch Torfabbau und Entwässerung bis in den 1980er Jahren weitgehend zerstört wurde und jetzt nach und nach wieder revitalisiert wird, ist im Taumoos nur ein kleiner Anteil des Torfs entnommen worden, so dass sich das Biotop noch in einem guten Zustand befindet. Die Torfschicht ist bis zu fünf Meter dick.
In der Randzone der Moorfläche im Taumoos wachsen Waldföhren, Erlen und Weiden. Die Bodenvegetation besteht aus mehr als 90 Moosarten, unter anderem das Ordenskissenmoos (Leucobryum glaucum) und das Federmoos (Ptilium crista-castrensis). Im Moor wachsen verschiedene weitere Pflanzen wie die Moosbeere, die im Aargau seltene Rosmarinheide, der Sonnentau und der Berg-Bärlapp sowie Gräser und Farne.
Zum Schutz des Hochmoor-Reservats und seiner Regeneration entstand 2018 ein Wassergraben, mit welchem die Wasserzufuhr und der Wasserstand im Gebiet kontrolliert werden.